# Regia dogana della mena delle pecore di Puglia

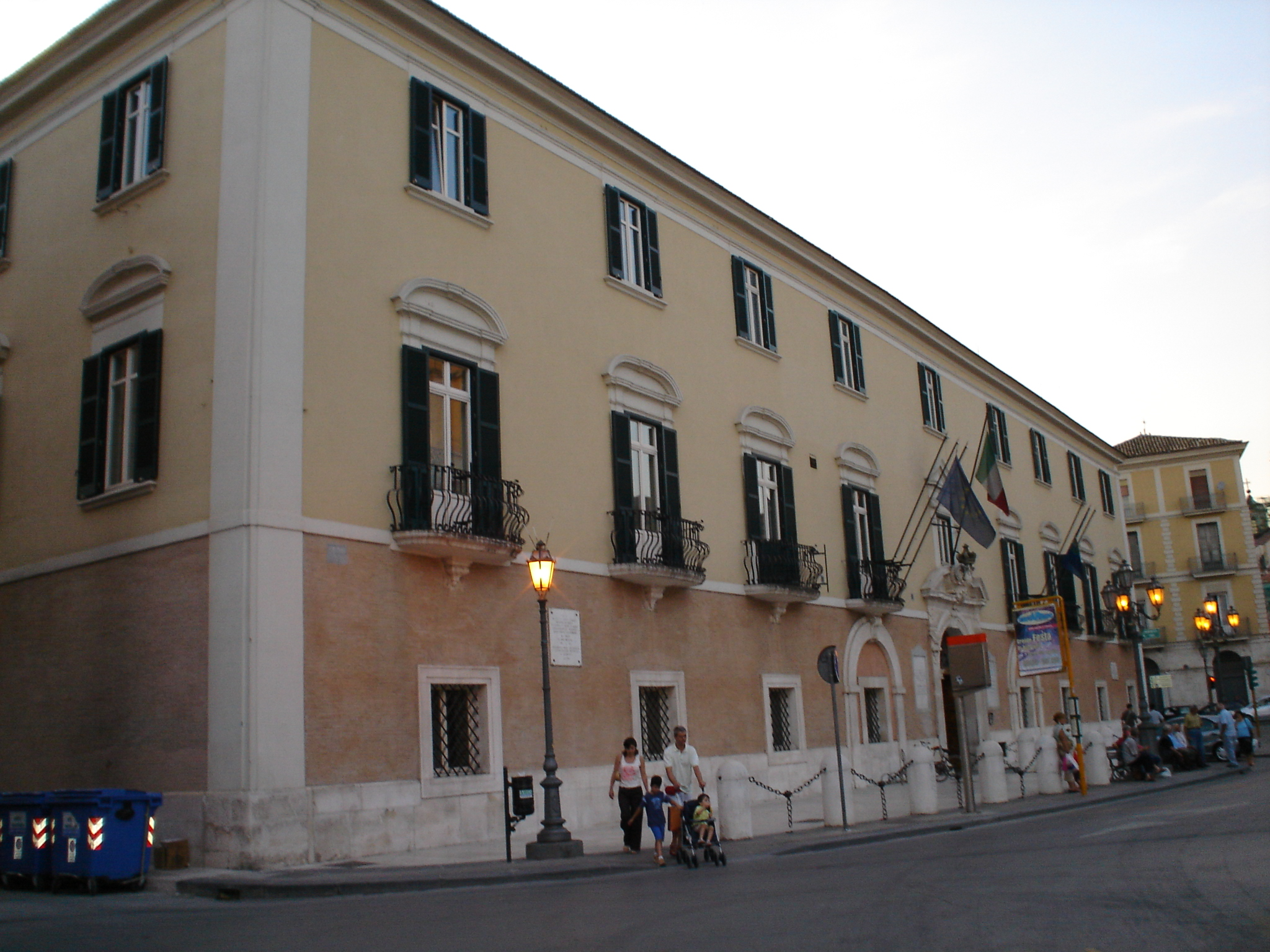
Il palazzo della Dogana a Foggia, sede dell'istituzione dal 1731 al 1806

La Dogana delle pecore (1447-1806), ufficialmente Regia dogana della mena delle pecore di Puglia, era un'antica istituzione aragonese. Fu istituita nella città di Lucera nel 1447 da re Alfonso I, ma fin dal 1468 fu trasferita a Foggia. L'ordinamento della Dogana ricalcava, con poche variazioni, quello della Mesta spagnola.

## Caratteristiche
La dogana regolamentava la "mena" (cioè, la conduzione) relativamente a il settore agricolo, l'allevamento e la transumanza nel Tavoliere delle Puglie e permetteva la riscossione dei proventi derivanti dalla transumanza e dal diritto di pascolo (o fida), dai proprietari di greggi i cui animali svernavano in Puglia. La dogana assicurava uno dei principali cespiti dell'erario del Regno di Napoli.
L'annesso tribunale era competente a giudicare tutte le cause in cui erano coinvolti i pastori. Contro le sentenze di questo tribunale si poteva fare ricorso alla Regia camera della sommaria di Napoli, suprema magistratura tributaria del Regno.
Dal 1532 estese la sua competenza anche all'Abruzzo, dove il Doganiere nominava un suo Luogotenente. La cosiddetta Doganella d'Abruzzo nata per controllare e tassare le greggi che non svernavano in Puglia, divenne autonoma dalla "Dogana Grande" di Foggia nel 1590.
Fu soppressa durante l'occupazione francese del Regno di Napoli con una legge promulgata da Giuseppe Bonaparte il 21 maggio 1806.
A Lucera è ancora visibile l'originaria sede della Regia dogana in piazza Santa Caterina, in pieno centro storico. Stessa cosa per Foggia, dove la sede originaria era in piazza Federico II, angolo via Arpi, trasferitasi poi, dopo il terremoto del 1731, nella nuova sede in piazza XX Settembre.